# هانس بوستهوموس
هانس بوستهوموس (بالهولندية: Hans Posthumus)‏ هو لاعب كرة قدم هولندي في مركز الهجوم، ولد في 10 مارس 1947 في هاردرفايك في هولندا، وتوفي في 15 فبراير 2016 في خرافه في هولندا بسبب نزف مخي. لعب مع إن إي سي نيميخن وسريع ميشيلين وفاينورد وليرس.

## وصلات خارجية
- هانس بوستهوموس على موقع قاعدة بيانات كرة القدم.إي يو (الإنجليزية)